# يحيى بن محمد السراجي
يحيى بن محمد بن السراجي (توفي في 1296) إمام الدولة الزيدية في اليمن من 1261 إلى 1262.
في هذا الوقت كان معظم اليمن تحت سيطرة الدولة الرسولية السنية والتي يقع مقرها في الأراضي المنخفضة. في الأجزاء الشمالية من المرتفعات حاول أعضاء من النخبة الزيدية الحفاظ على الموقف. كان واحد منهم وهو يحيى بن محمد بن السراجي وهو سليل الجيل السداس عشر للإمام الاثني عشري الحسن بن علي (توفي عام 669). نصب يحيى إماما في 1261. الغالبية العظمى من سكان هادور والمناطق المحيطة بها اعترفوا به. ومع ذلك كان الرسوليين في حالة تأهب وأرسلوا الأمير المهيب علم الدين سنجار الشعبي مع قوة للقبض عليه كما القط. كان الزيديون غير قادرين على الصمود في وجه التوغل وأتباع يحيى تناثروا إلى أماكن بعيدة. عاد علم الدين إلى صنعاء. سافر الإمام يحيى إلى أرض بني فهيم ومع ذلك وضعه السكان المحليين في السجن وسلموه إلى علم الدين. الأمير أعمى عينيه في أكتوبر 1262. عهد الإمام أحيانا يحسب حتى 1271 على الرغم من أنه لا توجد سجلات حول أنشطته في السنوات التالية. تم تسجيل وفاته في 1296.